# Trinkhalle (Bad Soden)

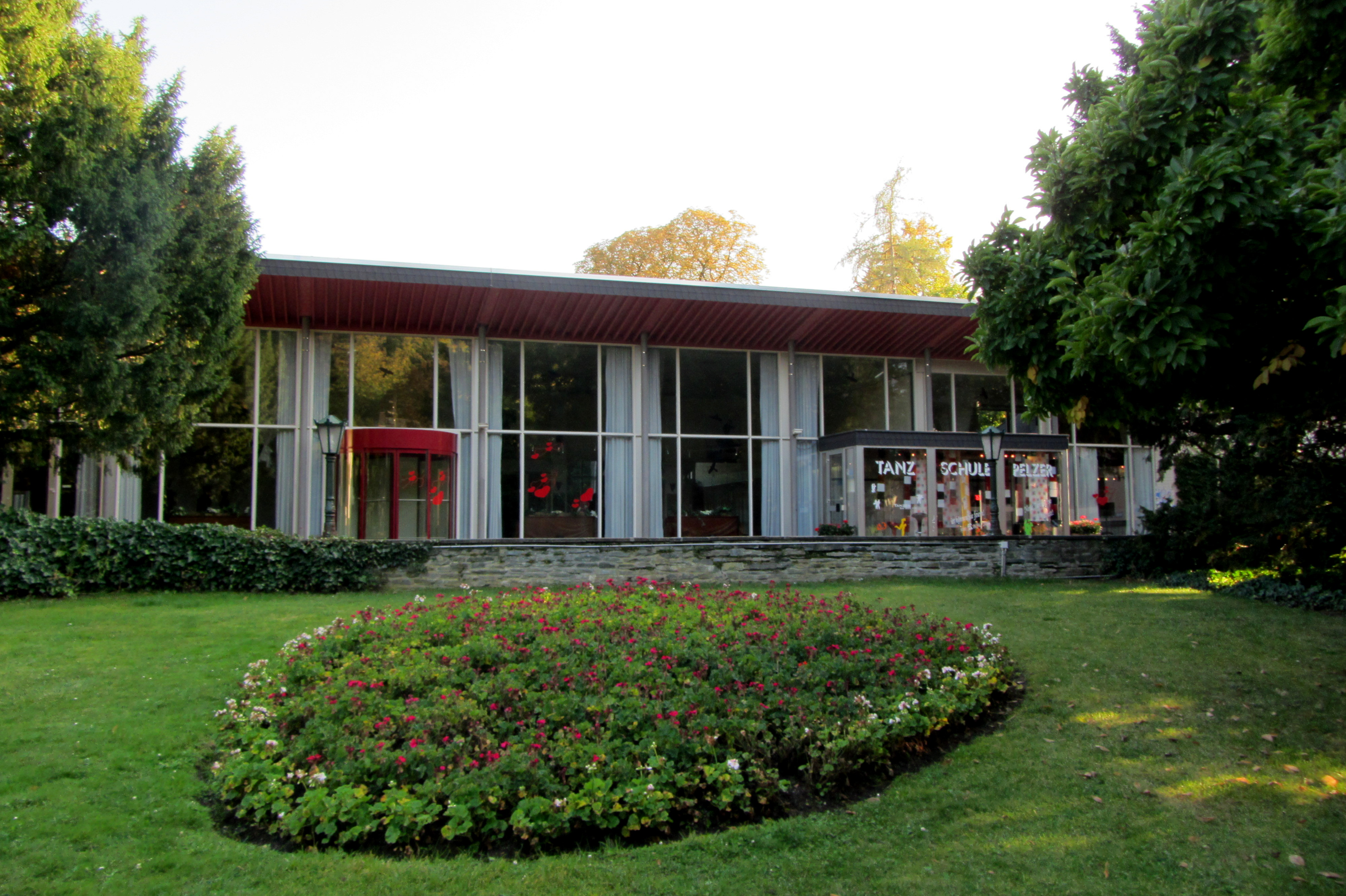
Blick vom Quellenpark

Die Trinkhalle in Bad Soden am Taunus ist ein ehemaliges Gebäude am Rande des Quellenparks, in dem zu Kurzeiten Wasser der Heilquellen ausgeschenkt wurde. Heute wird das Gebäude von einer Tanzschule genutzt. 

## Geschichte

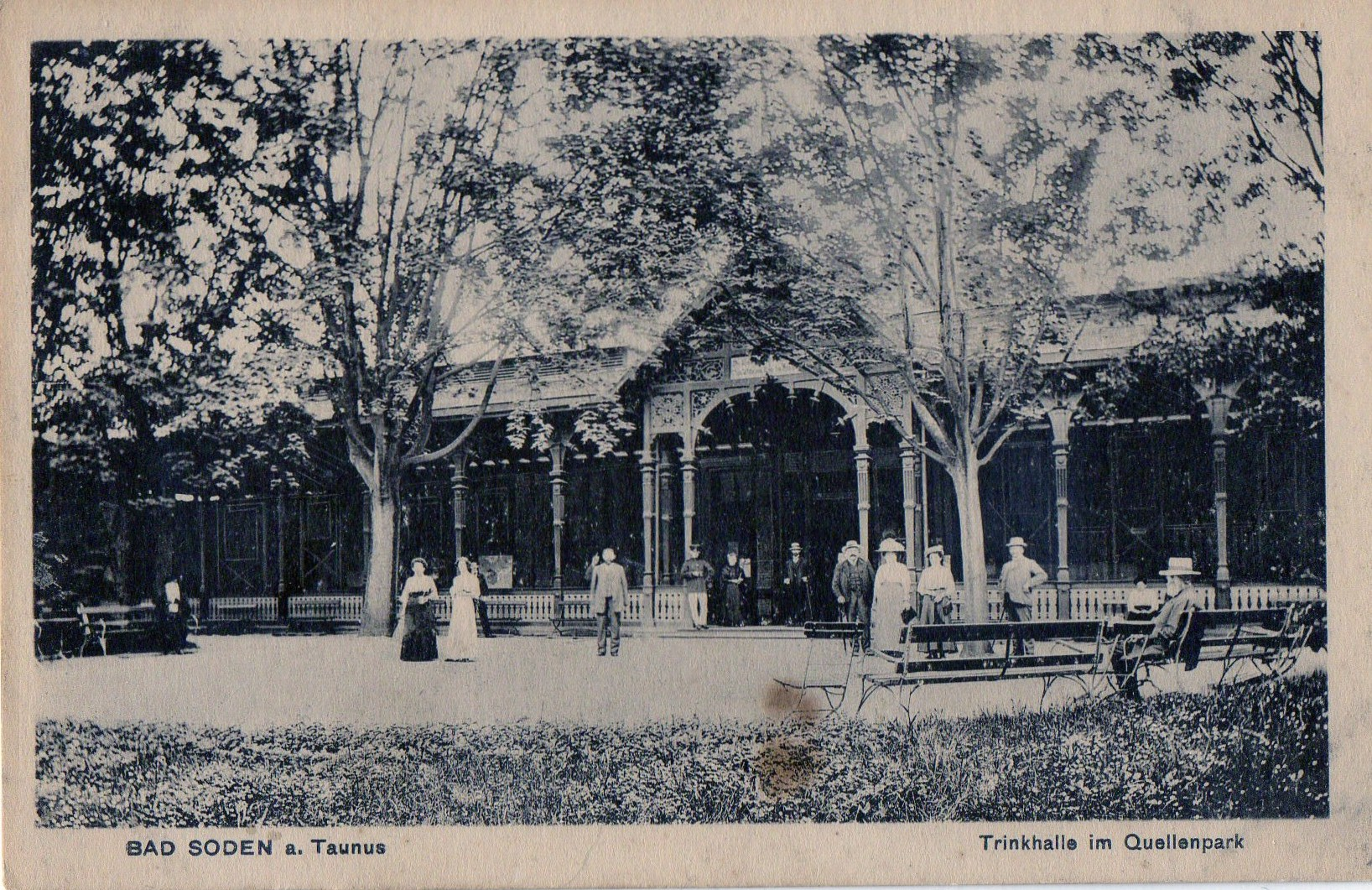
Die alte Trinkhalle um 1920

Bei der alten Trinkhalle handelt es sich um eine hölzerne Sommerhalle am Rande des Quellenparks. Der Bau stammt aus dem Jahr 1887 und erfolgte auf Initiative von H. Köhler, der zur damaligen Zeit als Brunnenarzt in Bad Soden tätig war. Nach dessen Tod 1890 wurde ihm zu Ehren ein Denkmal aufgestellt, das bereits 1890 in der Trinkhalle aufgestellt wurde. Seit 1954 steht dieses im Quellenpark. 
Die Trinkhalle öffnete sich in Richtung des Quellenparks. Sie war 51 m lang, 9 m breit, 7 m hoch und kostete 27.000 Mark. 
Im Inneren der Trinkhalle traten zwei Quellen aus, Quelle I und III, welche der Milch- und der Warmbrunnen waren. Diese traten ebenfalls außerhalb der Halle, für die Sodener Bevölkerung aus. Des Weiteren befanden sich im Inneren zwei Figuren. Dabei handelte es sich um die Darstellung von Hygeia und der Sodenia. 
1954 wurde dieser hölzerne Bau abgerissen. 1955 konnte bereits der Neubau eröffnet werden, welcher noch heute steht. Beim Bau dieser wurde die Quelle XIXb gefunden. Bis zur Auflösung der Kur GmbH wurde hier das Wasser der Quellen ausgeschenkt. Der Auslauf dieser befindet sich heute auf dem Franzenbader Platz. Des Weiteren zog nach der Auflösung eine Tanzschule in das Gebäude. Der Verbleib der Statuen ist auch nicht bekannt.